# Декстрокардија
Декстрокардија је конгенитални поремећај код кога се срце налази са десне, уместо са леве стране грудног коша. 
Постоје два типа овог поремећаја. Код једне врсте декстрокардије, срце је у грудном кошу померено удесно више него што је то уобичајено. Ово се дешава код разних поремећаја на нивоу срца или поремећаја других органа, нпр. код плућне хипоплазије (урођеног смањења плућног крила). Осим тога, декстрокардија се можи срести у оквиру situs inversus (изоловане или тоталне инверзије унутрашњих органа), када су све срчане шупљине постављене обрнуто (попут лика у огледалу). Лева преткомора и комора су на десној страни, а десна преткомора и комора на левој. 
Уколико је срце формирано без дефеката и мана, онда нема симптома и декстрокардија не утиче на раст и развој појединца. У том случају нема потебе ни за терапијом. Уколико постоје срчане мане, оне се лече као и обично.